# Seznam osebnosti iz Občine Trbovlje
Seznam osebnosti iz Občine Trbovlje vsebuje osebnosti, ki so se tu rodile, delovale ali umrle.

## Gospodarstvo
- Milena Andelic Đukič, pisateljica, visokošolska in višješolska predavateljica, mladinska pisateljica, pisateljica scenarijev gledaliških predstav ter organizatorka umetniško kulturnih festivalov, ekonomistka in predsednica kulturno umetniško humanitarnega društva, projektni del teama Prometej (1978, Trbovlje)
- Leopold Andrée mlajši, inženir elektrotehnike, strojnik (1910, Ljubljana – 1992, Ljubljana) –  1956 je opravil 17 termično ekonomskih študij in tudi prevzemne preizkuse kotlov v termoelektrarnah Trbovlje in Šoštanj
- Rudi Babič, rudarski inženir, univerzitetni profesor in gospodarstvenik (1920, Hrastnik – 1998, Trbovlje)
- Staša Baloh Plahutnik, strokovnjakinja za razvoj podjetništva (1956, Trbovlje)
- Tone Bantan, kmetijski strokovnjak in zadružni delavec (1909, Marno – 1971, Dol pri Hrastniku) – zadnja leta pred upokojitvijo je vodil kmetijsko zadrugo v Trbovljah
- Bogdan Barovič, novinar, poslanec, trboveljski župan (1955, Trbovlje)
- Edo Bregar, gospodarstvenik in inovator (1918, Dobovec – 1972, Medvode)
- Matija Cerovac, inženir rudarstva (1911, Trst – 1974, Ljubljana) – med letoma 1941 in 1944 je bil zaposlen v premogovniku Trbovlje
- Bojan Černjavič, ekonomist (1923, Trbovlje – 1973, Maribor)
- Sandi Češko, podjetnik, politolog in politik (1961, Trbovlje)
- Alojz Deželak, gospodarstvenik (1942, Trbovlje – 2005, Ljubljana)
- Ana Dimnik, gostilničarka in aktivistka (1852, Hrastnik – 1921, Trbovlje)
- Zlatko Halilovič, policist in veteran vojne za Slovenijo (1959, Trbovlje)
- Albert Ivančič, inženir rudarstva (1921, Smast – 2017 ?) – živel v Trbovljah, od novembra 1950 do junija 1961 je služboval v rudniku Trbovlje, nato je bil sekretar občinskega komiteja Zveze komunistov Slovenije, Trbovlje (junij 1961 – oktober 1962), generalni direktor Rudnika Trbovlje-Hrastnik, Zasavskih premogovnikov in REK Zasavje (november 1962 - september 1976)
- Jožef Jerič, duhovnik, kmetovalec (1823, Gradišče – 1888, Šentvid v Podjuni) – na Dobovcu služboval kot duhovnik in se ukvarjal s čebelarstvom, vrsto let je bil član kmetijske družbe, se udeležil ustanovitve čebelarskega društva (Krainer Bienenzuchtverein 1873), predsednik in podpredsednik društva
- Marko Kmecl, gozdarski strokovnjak, publicist, rokometaš, rekreativni športnik (1934, Dobovec)
- Mojca Kunšek, ekonomistka in menedžerka (1966, Trbovlje)
- Valdemar Lunaček, hrvaški pravnik in ekonomist (1893, Petrinja – 1963, Čeče)
- Leopold Odlazek, ključavničar, slikar, pisatelj (1940, Trbovlje – 2014, Trbovlje)
- Franc Pust, trboveljski župan (1814, Trbovlje – 1871, Trbovlje)
- Karel Slokan, inženir rudarstva (1905, Trbovlje – 1987, Ljubljana)
- Slavko Stošicki, podjetnik, ocenjevalec, guverner Lions Slovenije (2000 - 2001), publicist, pesnik, fotograf, častni občan Trbovelj, direktor Radia Trbovlje (1997 - 1983), direktor IBT Trbovlje (1987 - 1991); (1954 Trbovlje)
- Anton Stušek, strojni inženir (1932, Trbovlje)
- Jože Velikonja, inženir rudarstva in politik (1965, Trbovlje)
- Danijel Žibret, policist, pravnik in veteran vojne za Slovenijo (1967, Trbovlje)
- Egon Žižmond, ekonomist (1950, Trbovlje)

## Znanost in humanistika
- Gregor Anderluh, biolog (1969, Trbovlje)
- Boris Golec, zgodovinar (1967, Trbovlje)
- Milena Horvat, arheologinja (1948, Trbovlje)
- Dušan Hrček, meteorolog (1946, Maribor) –  priprava strokovne podlage sanacijskih programov za varstvo zraka 1990–92 (Trbovlje, Velenje, Škofja Loka, Novo mesto, Krško itd.); kot vodja republiške službe za varstvo zraka je Republiški sanitarni inšpekciji zaprtje predlagal okoljsko nesprejemljive in nerentabilne trboveljske elektrarna TET1, kar je bilo 1989 realizirano
- Gregor Jazbec, vojaški psiholog, satirik, pisatelj, predavatelj (1972, Trbovlje)
- Franc Jenčič, kemik, inovator (1910, Makarska – 1985, Trbovlje)
- Franc Kozjek, farmacevt (1938, Trbovlje)
- Ferdo Kranjec, inženir kemije (1885, Ilirska Bistrica – 1973, Ljubljana) – 1. junija 1924 je njegova organizacija pri pohodu v rudarsko središče Trbovlje, da tam razvije svojo zastavo, trčila na oborožen odpor delavstva
- Karel Linhart, politik in publicist (1882, Ljubljana – 1918, Ptuj) – tajnik rudarske organizacije v Trbovljah
- Zoran Rant, strojnik in profesor (1904, Ljubljana – 1972, München) – rekonstrukcija in ureditev naprav za stisnjeni zrak v rudnikih Zagorje, Trbovlje, Hrastnik in Senovo
- Simon Sanda, ilustrator (1974, Trbovlje)
- Dioniz Stur, slovaški geolog in paleontolog (1827, Beckov, Slovaška – 1893, Dunaj) – določil in deloma natančneje opisal vrsto okamenin iz različnih geoloških dob in raznih najdišč v Sloveniji (v Trbovljah 1871 in 1874)
- Ciril Šlebinger, geolog (1907, Novo mesto – 2000, Ljubljana) – eno izmed izvedenih del, referatov, študij tudi v Trbovljah, tj. topli izviri v cementarni Trbovlje (1962)
- Alojzija Štebi, političarka in publicistka (1883, Ljubljana – 1956, Ljubljana) – predavanje v delovnem društvu v Trbovljah
- Tadej Troha, filozof (1979, Trbovlje)
- Samo Uhan, sociolog (1963, Trbovlje)
- Roman Vodeb, psihoanalitik, publicist in bloger, nekdanji športnik, trener in športni funkcionar (1963, Trbovlje)
- Igor Vrišer, geograf in akademik (1930, Ljubljana – 2013, Ljubljana) – napisal knjigo Rudarska mesta Zagorje, Trbovlje, Hrastnik (1963)
- Kristina Žagar Soderžnik, kemičarka (1981, Trbovlje)

## Kultura, umetnost

### Arhitektura in gradbeništvo
- Gvido Burja, arhitekt soseske Sallaumines v Trbovljah
- Tomaž Krušec, arhitekt (1972, Trbovlje)
- Viktor Turnšek mlajši, gradbenik (1911, Weiz, Avstrija – 1981, Ljubljana) – avtor številnih brošur, med njimi tudi Portlandski cement Cementarne Trbovlje
- Ivan Vurnik, arhitekt (1884, Radovljica – 1971, Radovljica) – postavljal je spomenike padlim v 1. svetovni vojni, enega tudi v Trbovljah (1922)
- Marko Župančič (1914 – 2007, Ljubljana) – arhitekt Delavskega doma

### Gledališče, film in televizija
- Karel Gorjup, organizator dela, gledališki režiser, igralec, dirigent (1920, Trbovlje – 2002, Trbovlje)
- Anica Kužnik, gledališka režiserka (1921, Krško – 2002, Trbovlje)
- Matevž Luzar, filmski režiser (1981, Trbovlje)
- Tanja Ribič, igralka in pevka zabavne glasbe (1968, Trbovlje)
- Miha Šalehar, televizijski in radijski voditelj (1974, Trbovlje)

### Fotografija
- Milan Cerinšek, fotograf, risar (1923, Škofja Loka – 2017, Trbovlje)
- Manca Juvan, reportažna fotografinja (1981, Trbovlje)

### Glasba
- Janez Benko, klarinetist (1978, Trbovlje)
- Alojz Bezgovšek - B'gi, pozavnist (1940, Trbovlje – 1999, Trbovlje)
- Bojan Cvetrežnik, violinist (1971, Maribor) – vodi godalne delavnice za učence in učitelje doma, mdr. tudi v Trbovljah
- Nuška Drašček, pevka zabavne in resne glasbe (1980, Trbovlje)
- Vili Fajdiga, glasbenik (1918, Trbovlje – 1990, Topolšica)
- Matej Grahek, flavtist in univerzitetni učitelj (1974, Trbovlje)
- Andrej Guček, glasbenik kitarist, multiinstrumentalist, pevec in kantavtor (1963, Trbovlje)
- Mihael Gunzek, klarinetist in univerzitetni učitelj (1919, Trbovlje – 2009 ?)
- Anton Hudarin, klarinetist in dirigent (1901, Trbovlje – 1978, Ljubljana)
- Dejan Knez, likovni in večmedijski umetnik, glasbenik, ustanovitelj skupine Laibach in 300.000 VK (1961, Trbovlje)
- Sandi Kolenc, rock glasbenik in veteran vojne za Slovenijo (1965, Trbovlje – 2017, Trbovlje)
- Rezika Koritnik, glasbenica, sopranistka (1919, Trbovlje – 2002, Ljubljana)
- Marijan Korošec, trobentač (1939, Trbovlje – 2024, Trbovlje)
- Jože Kotar, klarinetist in univerzitetni učitelj (1970, Trbovlje)
- Ivan-Jani Novak,  večmedijski umetnik (glasba, koncept, vizualije, oblikovanje luči, komunikacija, organizacija) - skupina Laibach (1958, Trbovlje)
- Matevž Šalehar - Hamo, pevec, basist, kitarist in frontman zasedbe Hamo & Tribute 2 Love (1976, Trbovlje)
- Ciril Škerjanec, violončelist in pedagog (1936, Trbovlje – 2009, Golnik)
- Avgust Šuligoj, glasbenik, zborovodja in pedagog (1900, Dolnji Zemon – 1984, Trbovlje)
- Franc Tržan, klarinetist (1927, Trbovlje – 2016, Ljubljana)
- Ida Virt, glasbena pedagoginja, koncertna solistka (1942, Trbovlje – 2018, Trbovlje)
- Albin Weingerl, skladatelj, zborovodja in pedagog (1923, Šentjernej na Dolenjskem – 2010 ?) – ravnatelj glasbene šole v Trbovljah (1955–63); uveljavil se je tudi kot zborovodja mladinskih zborov (Podpeč, Trbovlje, Horjul)
- Božidar Wolfand - Wolf, pevec (1962, Trbovlje)
- Alojz Zupan - Vuj +, klarinetist in pedagog (1935, Aumetz, Francija – 2012, Ljubljana) – 1947 se je družina preselila v Trbovlje, kjer je obiskoval osnovno šolo in industrijsko kovinarsko šolo; leta 1950 se je vključil v Delavsko godbo Trbovlje kot klarinetist

### Kiparstvo
- Stojan Batič, kipar (1925, Trbovlje – 2015, Ljubljana)
- Zoran Poznič, kipar in politik (1959, Trbovlje)

### Književnost
- Angelo Cerkvenik, dramatik, pripovednik, publicist, mladinski pisatelj in prevajalec (1894, Pazin – 1981, Ljubljana) – služboval pri Južni železnici (Pliberk, Metlova, Trbovlje, Grabštajn) kot prometnik, specialni knjigovodja, knjižničar strokovne knjižnice, urednik železniškega glasila ipd.
- Marinka Fritz Kunc, pisateljica, učiteljica in novinarka (1942, Trbovlje)
- Vinko Hrovatič, pisatelj in pesnik (1932, Trbovlje – 2012, Trbovlje)
- Marija Jamar-Legat, jezikoslovka, literarna zgodovinarka, prevajalka, urednica (1914, Trbovlje – 2003, Ljubljana)
- Matjaž Kmecl, slovenist, literarni zgodovinar in teoretik, pisatelj in politik (1934, Dobovec)
- Roman Kukovič, pisatelj, novinar, publicist in režiser (1956, Trbovlje)
- Tine Lenarčič, pisatelj? (1924, Trbovlje – 2018, Trbovlje)
- Mira Mihelič, pisateljica in prevajalka (1912, Split – 1985, Ljubljana) – ko sta se starša ločila, jo je oče poslal v Ljubljano k teti, nato k starim staršem v Trbovlje
- Ludvik Mrzel, pisatelj pesnik in publicist (1904, Loka pri Zidanem Mostu – 1971, Ljubljana) – vpisan na trboveljsko gimnazijo, od koder pa so ga izgnali, ker je sodeloval v rudarski stavki v Trbovljah
- Nina Novak Oiseau, pesnica, pisateljica, kantavtorica in glasbena publicistka (1985, Trbovlje)
- Tone Seliškar, pesnik in pisatelj (1900, Ljubljana – 1969, Ljubljana) – služboval kot učitelj v Trbovljah, kar je vplivalo na njegovo ustvarjanje; pesniška zbirka Trbovlje (1923)
- Uroš Zupan, pesnik in prevajalec (1963, Trbovlje)
- Alojzija Zupan Sosič, literarna zgodovinarka in literarna teoretičarka (1964, Trbovlje)

### Ples
- Iztok Kovač, plesalec, umetniški vodja in plesni učitelj (1962, Trbovlje)
- Branko Potočan, koreograf in plesalec (1963, Trbovlje)

### Slikarstvo
- Jože Ciuha, slikar, ilustrator, grafik, pisatelj, pesnik (1924, Trbovlje – 2015, Ljubljana)
- Lojze Čemažar, slikar (1950, Kleče) – izdelal je več križevih potov za cerkve: Trbovlje (ž. c. sv. Marije Matere Cerkve, 2001)
- Ivan Franke, slikar, konservator (1841, Dobje, Gorenja vas – Poljane – 1927, Ljubljana) – Valvasorjev portret nekje v Trbovljah
- Ana Grobler, kuratorka, videastka in slikarka (1976, Trbovlje)
- Leopold Hočevar - Hoči, slikar (1940, Hrastnik – 1986, Trbovlje)
- A. D. Knez (Dejan Knez) (1961, Trbovlje), član-ustanovitelj Laibach in Novi kolektivizem
- Janez Knez, akademski slikar, pedagog, častni občan (1931, Dobovec – 2011, Ljubljana)
- Janez Mišo Knez, slikar, likovni umetnik (1955, Trbovlje)
- Jože Ovnik, slikar, portretist, karikaturist, kipar, ilustrator, poet in pisatelj (1955, Trbovlje)
- Elda Piščanec, slikarka (1897, Trst – 1967, Vine pri Celju) – poučevala je risanje na srednji šoli v Trbovljah
- Marij Pregelj (1913 – 1967), slikar, avtor mozaika na Delavskem domu
- Milan Rijavec, slikar (1922, Bruna vas – 2018, Ljubljana) – živel v Trbovljah; od 1949 službuje kot profesor risanja na gimnaziji; 1955 in 1957 razstavi v Trbovljah
- Avgusta Šantel mlajša, slikarka in grafičarka (1876, Gorica – 1968, Ljubljana) – razstava v Trbovljah leta 1935
- Roman Uranjek (1961, Trbovlje – 2022, Ljubljana), član skupin Irwin in Novi kolektivizem
- Mario L. Vilhar, slikar, kipar in časnikar (1925, Veliki Otok – 2014, Domžale) – ena izmed razstav tudi v Trbovljah (1960)
- Roman Vodeb (*1963), risar - portretist
- Janez Wolf, slikar (1825, Leskovec pri Krškem – 1884, Ljubljana) – stensko slikarstvo v baročnih cerkvah (Trbovlje, Štjak, Vrabče)
- Angelo Zoratti, furlanski rezbar, pozlatar in slikar (1839, Videm – 1913, Maribor) – obnovil ali na novo izdelal številne oltarje, mdr. kapela Matere božje v Trbovljah

## Politika
- Alojz Dular (1910, Zagorje – 2000), rudar, partizan in politik, častni občan Trbovelj
- Samo Fakin, zdravnik in politik (1957, Trbovlje)
- Anton-Nino Furlan, novinar in politični organizator (1890, Trst – ?) – po vojni je živel v Ljubljani in Trbovljah, kjer je uspešno agitiral za komunistične ideje med rudarji; 1919 je v Trbovljah pripravljal ustanovitev komunistične organizacije, ko so ga žandarji hoteli zapreti, so aretacijo preprečili rudarji
- Aleš Gulič, politik, poslanec, slavist, novinar, urednik in pedagog (1954, Trbovlje)
- Miran Jerič, politik, poslanec in elektrotehnik (1958, Trbovlje)
- Fric Keršič, rudar, sindikalni delavec in narodni heroj (1908, Ojstro – 1942, Trbovlje)
- Rok Kogej, politični analitik (1987, Trbovlje)
- Štefan Korošec, politik (1938, Trbovlje – 2014 ?)
- Sergej Kraigher, politik (1914, Postojna – 2001, Ljubljana) – 1940 je šel v ilegalo in deloval v Trbovljah kot inštruktor GK KPS, kjer je doživel nemško okupacijo in se takoj vključil v NOB; od aprila do decembra 1941 je bil sekretar okrožnega komiteja KPS za Trbovlje
- Albert Kramer, pravnik, politik in novinar (1882, Trbovlje – 1943, Ljubljana)
- Miha Marinko, komunist, narodni heroj, politik (1900, Gabrsko – 1983, Ljubljana)
- Rudi Medved, novinar, pesnik in politik (1959, Trbovlje)
- Gašper Ovnik, športni profesor, košarkar, politik (1982, Trbovlje)
- Srečko Prijatelj, politik, poslanec (1962, Trbovlje)
- Alojz Ribič, politični delavec (1922, Trebelno – 2007 ?) – končal osnovno šolo v Trbovljah; od leta 1939 rudar v Trbovljah, od julija 1950-58 direktor rudnika Trbovlje-Hrastnik
- Ignac Sitter, politik (1875, Zagorje ob Savi – 1939, Trbovlje)
- Janja Sluga, političarka (1974, Trbovlje)
- Lidija Šentjurc, revolucionarka, političarka in narodna herojinja (1911, Hrastnik – 2000, Ljubljana) – 1939 je odšla na partijsko delo v Trbovlje med študente in rudarje
- Marko Štrovs, pravnik in politik (1950, Trbovlje)
- Barbara Žgajner Tavš, političarka, poslanka in sociologinja (1976, Trbovlje)

## Pravo
- Anton Kuder, pravnik (1870, Retje nad Trbovljami – 1944, Novo mesto)

## Religija
- Anton Cestnik, rimskokatoliški duhovnik in politik (1868, Vrhe – 1947, Celje)
- Jožef Hašnik, katoliški duhovnik in pesnik (1811, Trbonje – 1883, Šentjur) – kot kaplan in duhovnik je služboval po različnih krajih Slovenije, med drugim tudi v Šmartnem pri Slovenj Gradcu, Rogatcu, Trbovljah in od 1868 v Šentjurju

## Šolstvo
- Jože Andrej Čibej, strojni inženir, profesor (1953, Ljubljana – 2011, Trbovlje)
- Venceslav Čopič, učitelj, šolnik in strokovni pisec (1893, Slokarji, Lokavec – 1980, Ljubljana) – urednik zbornika Spodnje slovensko Posavje: zbornik za pouk domoznanstva, Trbovlje (1960)
- Marija Mija Filač, učiteljica (1924, Trbovlje – 2017, Trbovlje)
- Majda Škrinar Majdič, profesorica (1958, Trbovlje)
- Gustav Vodušek, učitelj, šolski nadzornik, župan (1859, Vitanje – 1937, Trbovlje)

## Šport

### Nogomet
- Vili Ameršek, nogometaš (1948, Trbovlje)
- Mišo Brečko, nogometaš (1984, Trbovlje)
- Miran Burgić, nogometaš (1984, Trbovlje)
- Emir Dautović, nogometaš (1995, Trbovlje)
- Gašper Koritnik, nogometaš (2001, Trbovlje)
- Klemen Lavrič, nogometaš (1981, Trbovlje)

### Košarka
- Nika Barič, košarkarica (1992, Trbovlje)
- Polona Dornik, košarkarica (1962, Trbovlje)
- Urban Durnik, košarkar (1997, Trbovlje)
- Damir Grgić, košarkarski trener (1979, Trbovlje)
- Gašper Ovnik, športni profesor, evropski prvak v ulični košarki 3x3 leta 2016, košarkar, politik (1982, Trbovlje)
- Marko Tušek, košarkar (1975, Trbovlje)

### Rokomet
- Nives Ahlin, rokometašica (1991, Trbovlje)
- Taja Čajko, rokometašica (1993, Trbovlje)
- Primož Prošt, rokometaš (1983, Trbovlje)
- Maks Radej, rokometaš in športni pedagog (1929, Trbovlje – 1998, Ljubljana)
- Janja Rebolj, rokometašica (1993, Trbovlje)

### Zimski športi
- Gregor Brvar, biatlonec (1983, Trbovlje)
- Aleš Guček - "Smuček", alpski smular, smučarski delavec in publicist (arhitekt, zbiralec) (1944)
- Dejan Judež, smučarski skakalec (1990, Trbovlje)
- Andraž Pograjc, smučarski skakalec (1991, Trbovlje)
- Katja Požun, smučarska skakalka (1993, Trbovlje)
- Ernest Prišlič, smučarski skakalec (1993, Trbovlje)
- Tilen Sirše, sankač (1990, Trbovlje)

### Ostali športi
- Darja Alauf, plavalka (1968, Trbovlje)
- Vinko Cajnko, kolesar (1911, Vodranci – 2007, Slovenj Gradec) – zaposlen je bil v rudniku Trbovlje pri nabavi jamskega lesa
- Ivan Cerović, tenisač (1982, Trbovlje)
- Aleksander Čonda, spidvejist (1990, Trbovlje)
- Domen Dornik, triatlonec (1991, Trbovlje)
- Miroslav Forte, gimnastik (1911, Trbovlje – ?)
- Stane Hlastan, orodni telovadec (1897, Trbovlje – 1980, Trbovlje)
- Peter Kauzer, kajakaš (1983, Trbovlje)
- Matevž Lenarčič, pilot, alpinist, fotograf in avanturist (1959, Trbovlje)
- Leopold Majdič, planinec, planinski organizator (1891, Köflach – 1960, Trbovlje)
- Maks Mausser, motokrosist (2003, Trbovlje)
- Peter Podlunšek, akrobatski pilot (1970, Trbovlje)
- Primož Roglič, kolesar in nekdanji smučarski skakalec (1989, Trbovlje)
- Olga Šikovec, atletinja (1933, Trbovlje)
- Kevin Venta, strelec (1991, Trbovlje)
- Roman Vodeb (*1963), nekdanji športnik, trener in športni funkcionar, publicist, bloger, psihoanalitik, risar portretist
- Tjaša Vozel, plavalka (1994, Trbovlje)

## Vojska
- Tončka Čeč, komunistka, partizanka, prvoborka in narodna herojinja (1896, Trbovlje – 1943, Auschwitz)
- Peter Jazbinšek, častnik in psiholog (1976, Trbovlje)
- Jože Kalan, častnik, vojaški pilot, veteran vojne za Slovenijo (1952, Trbovlje)
- Stevan Švabić, častnik (1865, Božurnja – 1935, Beograd) – z močno vojsko je vzdrževal red in mir v Ljubljani in z delavci močneje poseljenimi kraji (Zagorje, Trbovlje, Hrastnik, Kranj, Jesenice)
- Igor Tomašič, visoki podčastnik (1964, Trbovlje)
- Anton Vratanar, narodni heroj (1919, Vrhovo – 1993, Beograd) – obiskoval osnovno šolo v Trbovljah; pobegnil iz nemškega ujetništva nazaj v Trbovlje; 1942 določen za komandirja 2. čete, ki je aprila sodelovala pri napadu na Trbovlje
- Franc Vresk, partizan (1910, Trbovlje – 1943, Osankarica)

## Zdravstvo
- Hugo Baumgarten, zobozdravnik (1881, Dunaj – 1945, Bergen-Belsen) – pred prvo svetovno vojno je delal kot zdravnik bratovske skladnice v Trbovljah; bil je tudi aktiven in strasten šahist ter bil za zasluge pri razvoju šaha in lokalnega šahovskega kluba izvoljen za častnega člana Šahovskega kluba Trbovlje
- Angela Boškin, medicinska sestra (1886, Pevma – 1977, Pevma) – 1926 je bila premeščena v posvetovalnico za matere in otroke v Trbovlje
- Ludvik Kramberger, zdravnik splošne medicine, pediater, primarij, častni občan (1917, Lenart v Slovenskih goricah – 2009, Trbovlje)
- Virgil Krasnik, zdravnik (1909, Nabrežina – 1968, Trbovlje)
- Tomo Pitamic, pediater, zdravnik specialist in pedagog (1921, Trbovlje – 1976, Zagreb)
- Zmago Slokan, partizan, zdravnik radiolog in primarij (1915, Trbovlje – 1970, Opatija)

## Drugo
- Anton Mervar, slovensko-ameriški izdelovalec harmonik (1885, Trbovlje – 1942, Miltonvale, Kansas)
- Anka Senčar, manekenka, fotomodel in popotnica (1946, Trbovlje – 2018, Trbovlje)
- Martin Zeichen, izdelovalec orgel (1821, Trbovlje – 1866, Polzela)